# Lešok
Lešok (makedonsky: Лешок) je vesnice v Severní Makedonii. Nachází se v opštině Tearce v Položském regionu.

## Geografie
Lešok leží v nadmořské výšce 560 metrů, v oblasti Položská kotlina. Od města Tetovo leží ve vzdálenosti 9 km.

## Historie
Lešok je na počátku středověku ve spisech popisován jako městská osada pod názvem Legen Grad.
V osmanských sčítacích listinách z let 1467/68 je uvedeno, že ve vesnici žije 200 rodin, 11 neprovdaných a 22 vdov.
Ve sčítacích listinách z let 1626/27 je zaznamenáno 89 domácností nemuslimského obyvatelstva.
Podle záznamů Vasila Kančova zde v roce 1900 žilo 540 obyvatel makedonské národnosti.

## Demografie
Podle sčítání lidu z roku 2021 žije ve vesnici 696 obyvatel makedonské národnosti.
| Rok       | 1900 | 1929 | 1948 | 1953 | 1961 | 1971 | 1981 | 1994 | 2002 | 2021 |
| --------- | ---- | ---- | ---- | ---- | ---- | ---- | ---- | ---- | ---- | ---- |
| Obyvatelé | 540  | 580  | 861  | 915  | 785  | 718  | 666  | 399  | 440  | 696  |